# Стёжки
Стёжки, пишется также как Стежки — село в Сосновском районе Тамбовской области России. Входит в состав Подлесного сельсовета.

## География
Стёжки расположен в пределах Окско-Донской равнине, на реках Челновая и Ржавец.
Климат
Находится, как и весь район, в умеренном климатическом поясе, и входит в состав континентальной климатической области Восточно-Европейской Равнины. В среднем, в год выпадает от 350 до 450 мм осадков. Весной, летом и осенью преобладают западные и южные ветра, зимой — северные и северо-восточные. Средняя скорость ветра 4-5 м/с.

## История
Первая дошедшая летописная запись о селении Стежки в Челнавском стане Козловского уезда датируется 5 ноября 1639 года. По велению царя и великого князя всея Руси Михаила Федоровича и указу Козловского воеводы проводилось устройство осевших здесь жителей для ведения хозяйства и несения сторожевой службы. В поместном приказе Козловского воеводства 1639 года селение обозначили как «деревня на сторожевой стежке на реке Челновая».
Первые жители села: Олфер Сидоров сын Ковылин, Офонасий Иванов сын Гордеев, Павел Прокофьев сын Толстого, Левонтий Матвеев сын Лопатин, Носон Ильин сын Коротаев, Яков Васильев сын Кузнецов, Корней Лукоянов сын Небогин, Оксен Дементьев сын Лужново, Григорий Петров сын Типецкий, Яков Иванов сын Трубников, Сидор Петров сын Онсимов, Василий Кондратьев сын Федорищев, Микита Иванов сын Некрасов.
До 2017 года административный центр Стёжинского сельсовета.
Законом Тамбовской области от 26 июля 2017 года № 128-З, 7 августа 2017 года были преобразованы, путём их объединения, Подлесный и Стёжинский сельсоветы — в Подлесный сельсовет с административным центром в селе Подлесное.

## Население
В 1652 г. - "... в селе Стежках сорок четыре двора да четыре места дворовых помещиковых а людей в них сто семьдесят один...".
В 1664 г. - 160 человек мужского пола.
В 1674 г. - 280 человек мужского пола (в 146 дворах).
В 1722 г. - 508 душ мужского пола (в 101 дворе).
В 1744 г. - 581 душа.
В 1763 г. - 1406 человек (688 мужского и 712 женского пола).
В 1811 г. - 1179 мужского пола.
В 1816 г. - 2501 человек (1232 мужского и 1269 женского пола).

В 1858 г. - 3717 человек (1821 мужского и 1896 женского пола).
| 2010 |
| ---- |
| 887  |

## Инфраструктура
Стёжинская школа, филиал МБОУ Сосновской СОШ № 2. Открыта крестьянами в 1843 г.

## Транспорт
Автодороги «Каспий»-Селезни-Сосновка"-Стёжки протяжённостью 5,6 км и Титовка-Стежки протяжённостью 3,7 км.
Остановка общественного транспорта.